# Pedro Arispe
Pedro Arispe (Montevideo, Uruguay, 30 de setiembre de 1900-Montevideo, Uruguay, 4 de mayo de 1960) fue un  jugador de fútbol uruguayo. Jugó de defensa. Fue campeón olímpico en los Juegos Olímpicos de París 1924 y en los Juegos Olímpicos de Ámsterdam 1928 con Uruguay. Se desempeñó como asistente de Alberto Suppici en la Copa Mundial de Fútbol de 1930, en la que Uruguay se coronó campeón. Es un referente en la historia del club Rampla.

## Selección nacional
Fue internacional con Uruguay en 19 partidos. Disputó tres campeonatos oficiales con la celeste, consagrándose campeón en las tres ocasiones.
Debutó en los Juegos Olímpicos de París 1924 en el segundo partido de su equipo en el torneo (frente a Estados Unidos), en el que jugaría luego todos los partidos. 
Jugó los tres partidos de su selección en el Campeonato Sudamericano 1924.
En los Juegos Olímpicos de Ámsterdam 1928 fue titular en los cinco encuentros que disputó Uruguay.
Su último partido con la camiseta celeste fue en 1929.

### Participaciones en Copa América
| Copa              | Sede    | Resultado |
| ----------------- | ------- | --------- |
| Copa América 1924 | Uruguay | Campeón   |

### Participaciones en Juegos Olímpicos
| Copa                               | Sede      | Resultado |
| ---------------------------------- | --------- | --------- |
| Juegos Olímpicos de París 1924     | París     | Campeón   |
| Juegos Olímpicos de Ámsterdam 1928 | Ámsterdam | Campeón   |

## Estadísticas

### Clubes
| Club              | País    | Año       |
| ----------------- | ------- | --------- |
| Belgrano Oriental | Uruguay |           |
| Albión            | Uruguay |           |
| Reformers         | Uruguay |           |
| Rampla Juniors    | Uruguay |           |
| Nacional          | Uruguay | 1925      |
| Rampla Juniors    | Uruguay | 1925-1937 |

## Palmarés

### Campeonatos nacionales
| Título                      | Club           | País    | Año  |
| --------------------------- | -------------- | ------- | ---- |
| Primera División de Uruguay | Rampla Juniors | Uruguay | 1927 |

### Copas internacionales
| Título                      | Club               | Año  |
| --------------------------- | ------------------ | ---- |
| Copa América                | Selección uruguaya | 1924 |
| Oro en los Juegos Olímpicos | Selección uruguaya | 1924 |
| Oro en los Juegos Olímpicos | Selección uruguaya | 1928 |

## Curiosidades
El tango Viejo Rampla (que es reproducido en el Estadio Olímpico de Montevideo cuando el equipo local juega) nombra a este jugador en su letra: "... vos tuviste al Indio Arispe, indio bravo te acordás".
Una calle en la Villa del Cerro lleva el nombre Pedro "Indio" Arispe.
En 2010 hubo un proyecto de ley para otorgar pensiones a las hijas de Arispe para "reconocer (...) los grandes y singulares méritos de los deportistas que lograron las hazañas olímpicas de Uruguay".